# Merel Freriks
Merel Freriks (født 6. januar 1998 i Hoofddorp, Nederlandene) er en kvindelig hollandsk håndboldspiller, der pt er uden klub, efter hendes tidligere arbejdsgiver, Norske Vipers Kristiansand gik fallit. Hun spiller også for Hollands kvindehåndboldlandshold.
Hun var med til at vinde VM-guld for Holland, ved VM i kvindehåndbold 2019 i Japan, efter finalesejr over Spanien, med cifrene 30-29.